# 萊德貝特 (肯塔基州)
萊德貝特（英語：Ledbetter）是位於美國肯塔基州利文斯頓縣的一個人口普查指定地區。

## 人口
根據2020年美國人口普查的數據，萊德貝特的面積為18.05平方千米，當中陸地面積為17.81平方千米，而水域面積為0.24平方千米。當地共有人口1836人，而人口密度為每平方千米101.72人。